# Патоа
Израз патоа (фр. patois) је назив у француском језику за локални језик или дијалект, који се разликује од стандардног језика. У Француској се као стандардни најчешће сматра језик становника Париза. Понекад се у језици мањина (рецимо бретонски или окситански) такође означавају као патоа.
Као патоа се могу подразумевати пиџин језици, креолски језици, дијалекти и друге форме локалног језика, али не и категорије жаргона и сленга. 
Француска реч патоа потиче од старофранцуског patoier што значи „неспретно баратати”. 
Дуги низ година патоа језик је сматран некултурним и „сељачким” језиком. Ово мишљење је потекло из времена када је Калвин превео Библију на француски. Увођењем обавезног школског образовања у Француској и Швајцарској, локалне језичке специфичности су потискиване. Радио и телевизија су томе допринели у 20. веку. Тек последњих година предузимају се мере за очување локалних дијалеката. 
Патоа језик (локални назив Patwah) је и језик којим се говори на Јамајци, јамајкански креолски језик. Овај језик се заснива на енглеском. 
На антилском острву Доминика се говори патоа заснован на француском, креолском и аравак језицима.